# Carl Gustaf Mosander
Carl Gustaf Mosander (10. září 1797, Kalmar – 15. říjen 1858, Lovö) byl švédský chemik, objevitel prvků lanthan (1839), erbium (1843) a terbium (1843).
Ve 12 letech se s matkou přestěhovali do Stockholmu. Začal se zde učit lékárníkem (toto vzdělání úspěšně dovršil roku 1817), ale jeho zájem o medicínu ho nakonec přivedl na lékařskou univerzitu Institut Karolinska, kde absolvoval roku 1824. Poté na institutu učil chemii, v roce 1836 se stal profesorem. Vedl souběžně mineralogickou sbírku ve Švédském přírodopisném muzeu. Roku 1833 se stal členem švédské Královské akademie věd.